# (25462) Haydenmetsky
(25462) Haydenmetsky est un astéroïde de la ceinture principale d'astéroïdes.

## Description
(25462) Haydenmetsky est un astéroïde de la ceinture principale d'astéroïdes. Il fut découvert le 3 décembre 1999 à Socorro (Nouveau-Mexique) par le projet LINEAR. Il présente une orbite caractérisée par un demi-grand axe de 2,49 UA, une excentricité de 0,18 et une inclinaison de 8,6° par rapport à l'écliptique.

## Compléments